# アルメニアの映画
アルメニアの映画の歴史は、1923年4月16日にアルメニア政府がArmenian State Committee on Cinema(アルメニア国立映画委員会)を設立したことから始まった。
1924年3月、初の映画スタジオであるアルメンフィルム (英語:  Armenfilm,アルメニア語: Հայֆիլմ "Haykino," ロシア語: Арменкино "Armenkino")がエレバンに設立された。1924年のドキュメンタリー映画 "Soviet Armenia" がアルメンフィルムの制作した初めての作品である。
1925年にハモ・ベクナザリアンが監督した"Namus"はアルメニア初のフィーチャー映画である。この作品は Alexander Shirvanzade の戯曲が元となっている悲恋物語であった。初のトーキーは1935年にベクナザリアンが監督した "Pepo" である。

## 著名なアルメニア出身の映画人
- セルゲイ・パラジャーノフ
- ミハイル・ヴァルタノフ
- アルタヴァスト・ペレシャン
- ヘンリク・マリャン
- ドン・アスカリアン
- ハルチュン・ハチャトゥリヤン
- エドガー・バクダサリアン
- ヴィゲン・チャルドゥラニヤン
  - アトム・エゴヤン（カナダ出身だがアルメニアにルーツを持ち、アルメニア人大虐殺をテーマにした『アララトの聖母』などを製作している。）

## 関連事項
- ソビエト連邦の映画